# (27095) Girardiwanda
(27095) Girardiwanda est un astéroïde de la ceinture principale.

## Description
(27095) Girardiwanda est un astéroïde de la ceinture principale. Il fut découvert le 25 octobre 1998 à Cima Ekar par Ulisse Munari et Flavio Castellani. Il présente une orbite caractérisée par un demi-grand axe de 2,17 UA, une excentricité de 0,17 et une inclinaison de 5,1° par rapport à l'écliptique.

## Compléments